# بورديتيلا هينزية
بورديتيلا هينزية (الاسم العلمي: Bordetella hinzii) هي نوع من البكتيريا، سلبية الغرام، تتبع جنس البورديتيلا.